# Trioceros melleri
Trioceros melleri (Gray, 1865) è un sauro della famiglia Chamaeleonidae, diffuso in Africa orientale.

## Descrizione
È un camaleonte di grossa taglia che può superare i 50 cm di lunghezza e i 400 g di peso. Le femmine sono leggermente più piccole dei maschi, ma per il resto indistinguibili da questi. Presentano un piccolo corno rostrale ed una pronunciata cresta dorsale. La livrea è di colore grigio-verde, con strie giallastre e granulazioni nere sparse.

## Biologia

### Alimentazione
Si nutre di insetti e talora anche di piccoli uccelli.

### Riproduzione
È una specie ovipara.

## Distribuzione e habitat
Trioceros melleri è diffuso in Tanzania, Malawi e Mozambico; è la specie del genere Trioceros con l'areale più meridionale.
Il suo habitat tipico è la savana.